# Тенсед (Айдахо)
Тенсед (англ. Tensed) — місто в окрузі Бенева, штат Айдахо, США. Згідно з переписом 2010 року населення становило 123 особи, що на 3 особи менше, ніж 2000 року. Місто лежить у межах резервації Коур-д'Алін і до нього можна дістатися трасою U.S. Route 95, найголовнішим шляхом сполучення півночі штату з півднем.
Спочатку місто мало назву Desmet, але поштова служба наполягла на її зміні, оскільки так вже називався сусідній населений пункт Де Смет (англ. De Smet). Назву було змінено на Temsed і потім поштова служба її неправильно записала.

## Географія
Тенсед розташований за координатами 47°9′34″ пн. ш. 116°55′26″ зх. д. / 47.15944° пн. ш. 116.92389° зх. д. (47.159406, -116.923764).  За даними Бюро перепису населення США в 2010 році місто мало площу 0,50 км², уся площа — суходіл.

## Демографія

### Перепис 2010 року
Згідно з переписом 2010 року, у місті проживало 123 осіб у 58 домогосподарствах у складі 30 родин. Густота населення становила 250,0 особи/км². Було 69 помешкань, середня густота яких становила 140,2/км². Расовий склад міста: 69,1 % білих, 24,4 % індіанців, 0,8 % інших рас, а також 5,7 % людей, які зараховують себе до двох або більше рас. Іспанці і латиноамериканці незалежно від раси становили 0,8 % населення.
Із 58 домогосподарств 29,3 % мали дітей віком до 18 років, які жили з батьками; 32,8 % були подружжями, які жили разом; 19,0 % мали господиню без чоловіка, і 48,3 % не були родинами. 37,9 % домогосподарств складалися з однієї особи, в тому числі 18,9 % віком 65 і більше років. В середньому на домогосподарство припадало 2,12 мешканця, а середній розмір родини становив 2,80 особи.
Середній вік жителів міста становив 40,8 року. Із них 25,2 % були віком до 18 років; 5,7 % — від 18 до 24; 26,9 % від 25 до 44; 15,5 % від 45 до 64 і 26,8 % — 65 років або старші. Статевий склад населення: 51,2 % — чоловіки і 48,8 % — жінки.
Середній дохід на одне домашнє господарство  становив 26 420 доларів США (медіана — 21 042), а середній дохід на одну сім'ю — 39 450 доларів (медіана — 24 375). За межею бідності перебувало 33,8 % осіб, у тому числі 59,1 % дітей у віці до 18 років та 15,6 % осіб у віці 65 років та старших.
Цивільне працевлаштоване населення становило 52 особи. Основні галузі зайнятості: освіта, охорона здоров'я та соціальна допомога — 36,5 %, мистецтво, розваги та відпочинок — 17,3 %, транспорт — 11,5 %, роздрібна торгівля — 9,6 %.

### Перепис 2000 року
Згідно з переписом 2000 року, в місті проживало 126 осіб у 58 домогосподарствах у складі 36 родин. Густота населення становила 270,3 особи/км². Було 65 помешкань, середня густота яких становила 139,4/км². Расовий склад міста: 80,95 % білих, 14,29 % індіанців, 0,79 % інших рас і 3,97 % людей, які зараховують себе до двох або більше рас. Іспанці та латиноамериканці незалежно від раси становили 0,79 % населення.
Із 58 домогосподарств 22,4 % мали дітей віком до 18 років, які жили з батьками; 53,4 % були подружжями, які жили разом; 3,4 % мали господиню без чоловіка, і 37,9 % не були родинами. 36,2 % домогосподарств складалися з однієї особи, в тому числі 17,2 % віком 65 і більше років. В середньому на домогосподарство припадало 2,17 мешканця, а середній розмір родини становив 2,78 особи.
Віковий склад населення: 20,6 % віком до 18 років, 2,4 % від 18 до 24, 25,4 % від 25 до 44, 31,0 % від 45 до 64 і 20,6 % років і старші. Середній вік жителів — 46 року. Статевий склад населення: 52,4 % — чоловіки і 47,6 % — жінки.
Середній дохід домогосподарств у місті становив US$18 750, родин — $25 536. Середній дохід чоловіків становив $21 875 проти $29 250 у жінок. Дохід на душу населення в місті був $11 111. 27,0 % родин і 37,1 % населення загалом перебували за межею бідності, включаючи 82,1 % віком до 18 років 5,9 % від 65 і старших.